# Mariana Silva
Pour les articles homonymes, voir Silva.
Mariana Dos Santos Silva, née le 22 février 1990 à São Paulo, est une judokate brésilienne.

## Palmarès international en judo
| Jeux panaméricains         | Jeux panaméricains | Jeux panaméricains |
| Année                      | Médaille           | Catégorie          |
| -------------------------- | ------------------ | ------------------ |
| 2015                       | bronze             | –63 kg             |
| Championnats panaméricains |                    |                    |
| Année                      | Médaille           | Catégorie          |
| 2010                       | bronze             | –63 kg             |
| 2011                       | argent             | –63 kg             |
| 2012                       | bronze             | –63 kg             |
| 2015                       | argent             | –63 kg             |
| 2016                       | or                 | –63 kg             |